# Gracie Rock
Gracie Rock ist ein Ort im Belize District von Belize. Der Ort gehört zur Gemeinde Hattieville. 2010 hatte er 174 Einwohner.

## Geographie
Der Ort liegt am Nordufer des Sibun River, an einer Seitenstraße des George Price Highway, zwischen Rockville im Westen und dem Hauptort Hattieville im Osten. Im Südosten liegt der Peccary Hills National Park.
Der Ort ist nach der Strafvollzugsanstalt Gracy Rock Prison benannt. Um 1950 wurde in Rockville ein Gefängnis für offenen Vollzug gebaut. Nachdem das Gefängnis aufgegeben worden war, entstand dort 1979 das Rockview Mental Health Center, eine Einrichtung für Gefangene mit psychologischen Problemen. Gleichzeitig wurde auch das Princess Royal Youth Hostel in Rockville eröffnet, eine weitere Einrichtung für jugendliche Straftäter. Am 29. November 2015 kamen bei einem Brand im Princess Royal Youth Hostel drei Mädchen ums Leben.

### Wirtschaft
Das Unternehmen National Aggregates Ltd. betreibt einen Kalkstein-Bruch in Gracie Rock.

## Geschichte
In Gracie Rocks wurden 1986 Szenen des Films Mosquito Coast gedreht.